# Забейворота, Александр Иванович
Александр Иванович Забейворота (род. 16 апреля 1955, Ворошиловград) — российский политический деятель. Член Совета Федерации Федерального Собрания Российской Федерации от Таймырского (Долгано-Ненецкого) автономного округа. 

## Биография
Окончил Ворошиловградский педагогический университет по специальности «учитель истории и обществоведения», Российскую академию государственной службы по специальности «юрист».
В августе 1993 года был назначен главой Диксонского района.
В марте 1995 года был избран депутатом Думы Таймырского (Долгано-Ненецкого) АО, в мае — председателем Думы. Срок полномочий истёк в 2000 году. С января 1996 года по март 2000 года по должности входил в состав Совета Федерации ФС РФ второго созыва. Занимал пост заместителя председателя Комитета СФ по делам Севера и малочисленных народов. Депутат союзного Парламента России и Белоруссии.
В 2012 году был проректором РГТЭУ.
Доктор юридических наук (2012).
По состоянию на 2020 год: профессор кафедры теории и истории государства и права юридического факультета Брестского государственного университета имени А. С. Пушкина.